# Aeroporto de Estocolmo-Arlanda
O Aeroporto de Estocolmo-Arlanda (em sueco:  Stockholm-Arlanda flygplats; em inglês:  Stockholm Arlanda Airport; código IATA: ARN, código ICAO: ESSA), ou simplesmente Aeroporto de Arlanda, é o aeroporto da cidade de Estocolmo, capital da Suécia. Fica no município de Sigtuna, a 42 km a norte de Estocolmo e a 31 a sul de Uppsala. É o principal hub da SAS.

Foi utilizado pela primeira vez em 1959, mas somente para voos de treino de pilotos. Em 1960 abriu ao tráfego geral, e em 1962 foi inaugurado oficialmente. Tem quatro terminais: o 5 e o 2 para voos internacionais, e os 3 e 4 para voos nacionais.
O novo edifício central, Arlanda Norte, aberto em final de 2003, conecta o terminal 5 com o recém-construído cais F. Todos os voos internacionais da SAS e seus parceiros da Star Alliance usam o edifício central. Entre os terminais 4 e 5 existe um centro comercial, Sky City, que conta com uma paragem do monocarril. Está ligado pelo comboio rápido (trem) Arlanda Express, com o centro de Estocolmo (Estação Central de Estocolmo).
Com uma capacidade para cerca de 25 milhões de passageiros/ano, tem um movimento real da ordem dos 19 milhões. O nome do aeroporto, Arlanda, foi escolhido depois de um concurso anterior à abertura e deriva de Arland, antigo nome da paróquia Ärlinghundra (actualmente Husby-Ärlinghundra), onde se situa o aeroporto. O "a" final foi agregado em analogia com outros topónimos suecos que terminavam em "-landa", e também para fazer um trocadilho com o verbo sueco "landa", que significa "aterrar/aterrissar".